# Pehr Henrik Ling
Pehr Henrik Ling (Ljung, 15 de novembro de 1776 – 3 de maio de 1839) foi o precursor da Educação Física.
Filho de um ministro, Ling formou-se em 1792, aos dezesseis anos, na escola de Växjö. Após, estudou teologia na Univerdidade de Lund de onde transferiu-se, no mesmo ano de entrada, para a Universidade de Uppsala, pela qual graduou-se em 1797. Sucessivamente, partiu em uma viagem de sete anos, na qual conheceu um chinês chamado Ming, que o ensinou as práticas das artes marciais e do Tui Na, uma terapia manual utilizada para a cura do corpo, bastante praticada na China.
De volta a Suécia, Pehr aprofundou-se nas técnicas aprendidas, incluídas as da medicina tradicional, para elaborar um sistema gímnico dividido em quatro partes: pedagógico, médico, militar e estético, que incorporavam os ensinamentos do Tui Na. Na mesma época, o alemão, Friedrich Ludwig Jahn, elaborou um outro sistema de prática gímnica, mais individual.
Ling morreu em 1839, aos 62 anos de idade.